# Tetsuya Oishi
Tetsuya Oishi (大石 鉄也 Oishi Tetsuya?, nacido el 26 de noviembre de 1979 en Shizuoka) es un exfutbolista japonés. Jugaba de centrocampista y su último club fue el Kawasaki Frontale de Japón.

## Trayectoria

### Clubes
| Club              | País  | Año         |
| ----------------- | ----- | ----------- |
| Kawasaki Frontale | Japón | 1998 - 2004 |
| Ventforet Kofu    | Japón | 2002 - 2003 |

## Palmarés

### Títulos nacionales
| Título    | Club              | País  | Año  |
| --------- | ----------------- | ----- | ---- |
| J2 League | Kawasaki Frontale | Japón | 1999 |